# Геритс, Крис
Крис Геритс (нидерл. Kris Gerits; род. 27 сентября 1971 в Хасселте, Бельгия) — бывший бельгийский профессиональный шоссейный велогонщик, выступавший всю карьеру за команду «Vlaanderen 2002-Eddy Merckx».

## Достижения
1994
3-й Омлоп Хет Ниувсблад U23
1997
1-й Этап 3 Франко-Бельгийское кольцо
1998
1-й Омлоп ван де Весткюст
1-й Зеллик — Галмарден
1-й Этап 3 Франко-Бельгийское кольцо
1999
1-й Эйроде Омлоп
2-й Гран-при Вилворде
9-й Тур Баварии
1-й Этап 3a
10-й Шоле — Земли Луары
2001
1-й Ле-Самен
10-й Гран-при Зоттегема
2002
6-й Гран-при 1-го мая